# Dracophyllum rosmarinifolium
Dracophyllum rosmarinifolium är en ljungväxtart som först beskrevs av Forst. f., och fick sitt nu gällande namn av Robert Brown. Dracophyllum rosmarinifolium ingår i släktet Dracophyllum och familjen ljungväxter. Inga underarter finns listade i Catalogue of Life.